# Guerres romano-perses
Les guerres romano-perses van ser una sèrie de conflictes militars que van enfrontar l'Imperi Romà primer amb l'Imperi Part i després amb l'Imperi Sassànida entre els segles i i vii. Les dues potències més importants de l'Antiguitat tardana a la mediterrània i el pròxim orient van combatre gairebé contínuament durant aquest període, encara que hi va haver períodes llargs de coexistència pacífica (sobretot durant el segle v).
Els conflictes es van iniciar al segle i aC i van concloure amb la victoriosa campanya de l'emperador Heracli, el 628 - 630. Les operacions militars van ser especialment intenses en temps de Sapor I (240/242 - 272), Sapor II (309 - 379), Còsroes I (531 - 579) i Còsroes II (590 - 628). Les agressions van provenir tant del costat romà com del persa. Després de l'última i major de les guerres entre Roma i Pèrsia (603 - 628), ambdues potències, esgotades, van ser víctimes de l'expansió de l'islam, que va destruir per complet l'Imperi Sassànida i es va apoderar de les províncies orientals de l'Imperi Romà. Aquest esdeveniment marca el final definitiu de l'edat antiga.

## Antecedents: Roma i Pèrsia abans delsegleiii

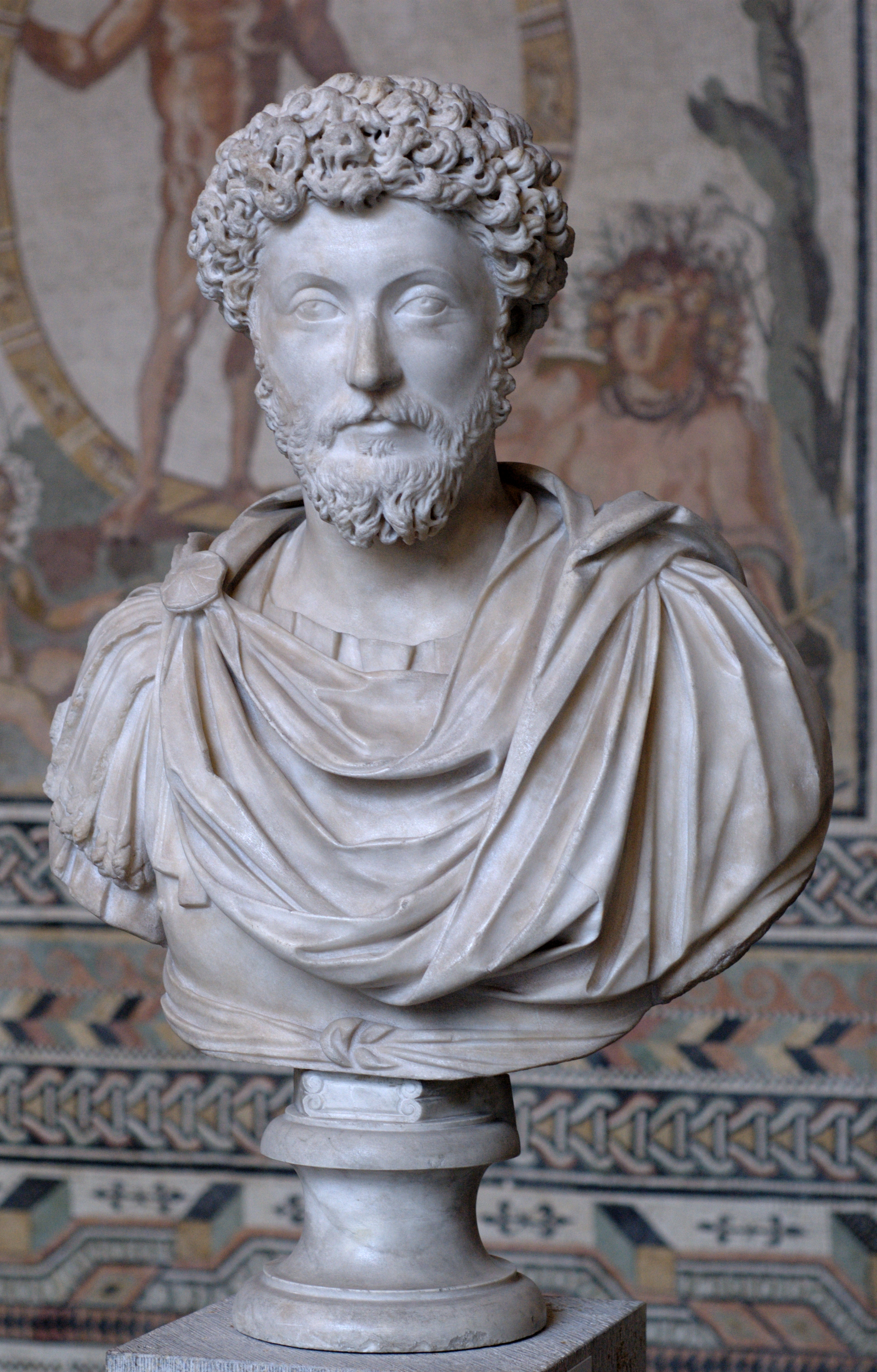
Bust de Marc Aureli.

La mort de l'emperador Marc Aureli, el 180, va ser un moment crític per a l'Imperi Romà. El regnat de l'«emperador filòsof» havia estat marcat per permanents guerres defensives a les zones frontereres de l'Imperi: al Danubi, amb les Guerres Marcomanes, Roma havia esgotat les seves últimes reserves; a l'Est, s'havia vist obligada a combatre en diverses ocasions contra els parts. Malgrat aquestes guerres, Marc Aureli no havia aconseguit estabilitzar les fronteres de l'imperi. El seu fill Còmmode, poc afortunat com a emperador, va ser assassinat el 192. Després d'una breu guerra civil, Septimi Sever, originari de l'Àfrica, va fundar la dinastia Severa, que governaria l'Imperi fins a l'any 235. Els contemporanis, com l'historiador Cassi Dió, nadiu de la part oriental de l'imperi, van advertir que amb la mort de Marc Aureli concloïa l'"Edat d'Or" i s'iniciava una època de "ferro i rovell". Aquest punt de vista és compartit pels historiadors actuals.
El govern dels Severs es va basar essencialment en el seu control de les legions. Les recompenses (donativium) als soldats van augmentar de forma constant, la qual cosa va augmentar també la seva cobdícia. D'altra banda, es van produir freqüents intrigues palatines, per exemple contra Caracal·la, que era molt volgut pel poble i per les tropes, però que va actuar sense escrúpols i fins i tot va fer matar el seu propi germà, Publi Septimi Geta; o contra Elagàbal, la política religiosa del qual havia irritat molts romans. L'últim emperador de la dinastia Severa, Alexandre Sever, va ser assassinat per soldats enfurits, que desconfiaven de la seva capacitat militar. Els següents emperadors es van mantenir durant poc temps al tron, i l'Imperi va entrar en una profunda crisi, que els historiadors moderns denominen Crisi del segle iii. Només alguns emperadors, com Luci Domici Aurelià i, sobretot, Dioclecià, aconseguirien en els anys que van seguir donar una estabilitat duradora a l'imperi.
Una part important dels problemes romans durant la crisi del segle iii van tenir la seva causa a Orient. Allà, el 224, el rei part Artaban V de Pàrtia havia estat vençut i mort per un príncep revoltat anomenat Artaxerxes I. Ardashir provenia d'una dinastia de senyors locals que governava la regió de Pèrsida i que descendia d'un personatge semillegendari anomenat Sassan, de qui no se sap pràcticament res. En la moderna historiografia, la dinastia fundada per Ardashir es denomina sassànida. Els sassànida governarien Pèrsia durant uns 400 anys, i el seu imperi seria l'últim gran estat pre-islàmic de l'antic Orient.
Artaxerxes i els seus successors van reforçar les tradicions de l'imperi part en tots els sentits, buscant legitimar la nova dinastia. Per a això, el nou monarca necessitava èxits visibles. Aquesta necessitat seria aviat descoberta pels romans: quan Artaxerxes va haver consolidat el seu poder en l'interior, va iniciar una guerra contra Roma. La cavalleria pesant persa, els catafractes, van demostrar ser dignes adversaris dels romans. Aviat Roma es va trobar implicada en una costosa guerra defensiva. Alhora diverses tribus amenaçaven contínuament les fronteres del Rin i del Danubi, no eren comparables amb l'estat ben organitzat sassànida, que es va manifestar com un enemic molt més formidable del que els parts ho havien estat mai.
Pèrsia, amb un gran desenvolupament cultural i militar, es va convertir en la nèmesi de Roma i va continuar sent-ho durant els segles següents. Roma va trobar en l'Imperi Sassànida una potència similar a la seva, i els grans reis de Ctesifont van veure Roma de forma semblant. Això va significar que les dues potències estaven sòlidament establertes i que cada una d'elles va buscar sobretot debilitar l'altra tant com fos possible, objectiu en el qual els interessos econòmics van exercir un important paper. Van ser el principi d'un forcejament continu que va durar segles: només amb el final de l'antiguitat tardana i la caiguda de l'Imperi Sassànida va concloure la rivalitat entre els dos imperis.
A continuació, a més de descriure les operacions militars, s'ofereix també una visió general de les situacions polítiques en els conflictes respectius i dels seus resultats. Referent a això, serà necessari fer algunes breus referències a les respectives circumstàncies polítiques de Pèrsia i Roma.

## Artaxerxes I - El començament dels enfrontaments militars

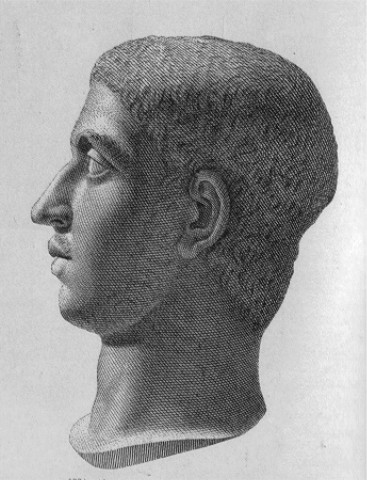
Alexandre Sever.

Després que Artaxerxes I, al 230, hagués reduït als seus enemics interns, va iniciar maniobres per ampliar els seus dominis, la qual cosa el va portar a entrar en conflicte amb Roma. El seu primer atac va ser contra Armènia. La possessió d'aquest territori havia estat sempre, a causa de la seva situació geogràfica i els seus recursos, motiu de disputa entre els romans i els parts. També els sassànides en els anys futurs tindrien un gran interès per Armènia fins a l'any 428, període durant el qual va ser regit per una branca secundària de la dinastia real parteixi dels arsàcides, qui veien als sassànides com usurpadors.
L'ofensiva d'Artaxerxes contra Armènia no va tenir l'èxit esperat, ni tampoc l'atac contra el regne de Hatra, a Mesopotàmia, aliat de Roma. L'emperador romà Alexandre Sever es va preparar per a la guerra i va emprendre el 232 una contraofensiva contra la capital persa, Ctesifont, que amb prou feines va aconseguir resultats: una de les tres columnes de l'exèrcit romà va ser aniquilada pels perses i les altres dos van tornar sense haver assolit gaires èxits. Tampoc les lluites següents, que es van desenvolupar sobretot a Mesopotàmia, no van tenir resultats decisius, per la qual cosa Alexandre Saver va anul·lar les operacions per poder enfrontar-se als germànics al Rin. Després de la mort de l'emperador, el 235, Ardashir va emprendre una nova ofensiva possiblement el 236. Aquesta vegada el Gran Rei va tenir més èxit, les ciutats d'importància estratègica de Kárrhai i Nísibis van caure a les mans dels perses, i el 240 també la durament disputada Hatra.

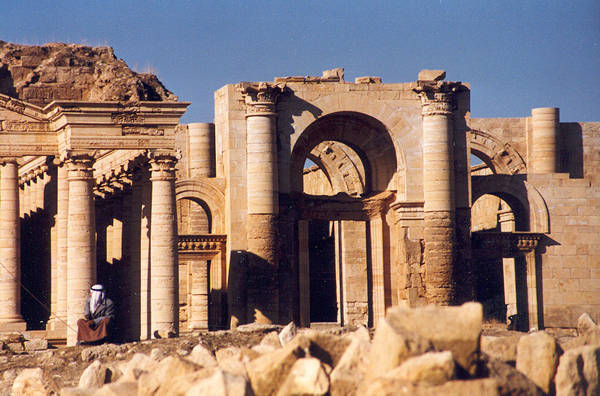
Ruïnes a Hatra.

Els motius d'Artaxerxes per atacar l'Imperi Romà continuen sent discutits pels historiadors. Les fonts occidentals atribueixen al Gran Rei la intenció de restaurar l'antic Imperi Aquemènida.
però ha de tenir-se en compte que les fonts occidentals són per norma contràries a les perses. Els testimonis que coneixem del mateix Artaxerxes no donen cap llum, ja que ell sol es va autodenominar "Rei de Reis d'Eran (Iran)" el que no és en absolut una expressió exagerada del concepte que tenia de si mateix. Artaxerxes podria haver anat a la guerra per afirmar la seva posició, provar la seva aptitud com a nou rei i legitimar la seva usurpació de facto del tron. En el fons, la qüestió depèn en gran manera de la interpretació que es faci de les fonts existents.
La caiguda de Hatra va fer que Roma renovés la seva decisió d'atacar els perses. Artaxerxes va morir el 241. El seu fill i hereu, Sapor I, continuaria la guerra, en la qual infligiria a Roma una de les seves derrotes més humiliants.

## Sapor I - Victòria sobre els tres emperadors
Sapor I és considerat generalment com un dels reis sassànides més destacats i a l'Iran el record de les seves gestes encara està present. En l'interior del país va destacar per la seva tolerant política religiosa i les seves reformes en l'administració de l'estat, la centralització del qual va augmentar durant el seu govern.
Des del punt de vista militar, els seus èxits no van ser en absolut menors. Va dirigir un total de tres campanyes contra Roma, la cronologia precisa de la qual es desconeix perquè les fonts, bastant problemàtiques, han causat dificultats als historiadors moderns. A més, a vegades les fonts occidentals (grecoromanes), que no són precisament gaire cabaloses, contradiuen els relats dels propis sassànides. Una font d'interès és la coneguda inscripció trilingüe (en persa mitjà, part i grec de Naqsh-e Rustam, denominada res gestae divi Saporis, una crònica de Sapor sobre la seva victòria. Encara que s'ha de posar certa cura a l'hora d'avaluar aquestes fonts, en la investigació actual el seu contingut es considera generalment fiable. De manera diferent es considera a les fonts occidentals, com la molt poc digna de confiança Història Augusta, que amb prou feines ofereix informació fidedigna sobre el desenvolupament de les campanyes.
La primera campanya de Sapor es va desenvolupar entre 242 i 244. Segons la Vida dels tres Gordians, inclosa en la Història Augusta. l'emperador Gordià III va sortir d'Antioquia, una de les ciutats més importants de l'imperi, cap a l'est, per anar a l'encontre de l'exèrcit persa. Al costat de Resaina (en les proximitats de Nísibis), els romans van vèncer el rei persa el 243. Segons l'esmentat text, els romans van aconseguir recuperar els territoris que havien caigut en poder dels perses. Poc després, el prefecte del pretori, Filip l'Àrab, va tramar una conjura contra Gordià i el va fer assassinar (almenys això afirmen les fonts occidentals, bastant tardanes). Dels annals dels sassànides es dedueix, tanmateix, una imatge enterament diferent: segons ells, Gordià, que després de la batalla a prop de Resaina (que els documents sassànides silencien) havia marxat cap a Ctesifont, va ser derrotat i mort a començaments de l'any 244 a prop de Mesiche (a uns 40 quilòmetres a l'oest de l'actual Bagdad); a continuació Filip va ser elevat a la dignitat imperial. Tampoc les fonts romanes d'Orient posteriors (com Joan Zonaràs) no fan referència al fet que Gordià fos assassinat; és possible que l'emperador morís a conseqüència de les ferides que li van ser infligides en la batalla de Mesiche. Filip l'Àrab es va veure forçat, després de la mort de Gordià, a firmar un tractat de pau amb Sapor; aparentment la victòria romana de Besaina no va ser decisiva tot i que els perses potser van haver de retrocedir temporalment. Globalment es considera la versió de Sapor com a més plausible.
Aquest tractat, al qual sol es refereixen algunes fonts, era molt favorable als sassànides: Roma havia de fer pagaments a Pèrsia, així com certes concessions territorials a Mesopotàmia, tot i això Roma conservava el suport d'Armènia.
Encara que Filip va ser honrat amb sobrenoms triomfals com Persicus o Parthicus maximus, sembla que els romans van sofrir una dolorosa derrota. Sapor va immortalitzar el seu triomf en diversos relleus, i el 252 o 253 va recomençar les seves operacions militars contra Roma. El desenvolupament d'aquesta segona expedició (dita segona agoge, que duraria fins i tot 256/ 57), pot reconstruir-se sobretot mitjançant els annals de Sapor. Sembla que el nou emperador romà, Deci, tenia poc interès a mantenir una política amistosa amb Pèrsia, i per aquest motiu va oposar resistència a les intencions expansionistes dels sassànides a Armènia. Això va ser considerat per Sapor motiu suficient per anar de nou a la guerra. Va conquerir Armènia per segona vegada i, aprofitant els disturbis que van seguir la mort de l'emperador Deci, es va internar en Siriana i Mesopotàmia. Possiblement a la primavera del 253 Sapor va marxar amb el seu exèrcit al llarg de l'Eufrates, endinsant-se en territori romà, encara que va evitar les poderoses fortaleses romanes de Circesium i Dura Europos. Els sassànides van sofrir, tanmateix, una petita derrota a prop d'Homs (no a les mans d'una divisió de l'exèrcit romà, sinó d'una força indígena), que, tanmateix, sol els va suposar un lleuger revés. A continuació, les tropes de Sapor, la principal arma del qual eren els genets de cavalleria pesant, van aniquilar un exèrcit romà d'uns 60.000 homes a prop de Barbalissos, al costat de l'Eufrates. Hieràpolis, al nord de Barbalissos, i sobretot Antioquia, van ser (durant poc temps) conquerides pels sassànida. Els perses es van endinsar fins a Capadòcia, i el 256 van aconseguir prendre també la ben defensada fortalesa de Dura Europos, però després Sapor es va retirar de nou. Tanmateix, el Gran Rei havia adoptat entretant una decisió equivocada, en rebutjar una oferta d'aliança del rei de la ciutat-oasi de Palmira, Septimi Odenat: Odenat va acceptar llavors contactar amb els romans, per a qui tota ajuda era d'agrair.

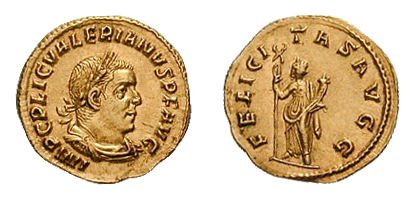
Valerià en un aureus, al costat de la deessa Fortuna (255-256).

La situació a les províncies orientals de l'Imperi Romà era tan crítica que l'emperador Valerià I, que havia arribat al poder l'any 253, es va veure obligat a desplaçar-se personalment a Orient. Valerià va reunir un gran exèrcit i va marxar a combatre contra Sapor. A començaments de l'estiu de 256 es va enfrontar amb ell en la batalla d'Edessa, en la qual l'exèrcit de Valerià va ser vençut. Per si no n'hi hagués prou, l'emperador va caure presoner dels perses en el transcurs de la batalla. La captura de Valerià - un esdeveniment sense precedents i extremadament ignominiós pels romans - va ser recordat als annals de Sapor, igual que en els relleus rupestres:
| « | A la tercera campanya, quan ataquem i assetgem Carres i Edessa, va marxar contra nosaltres l'emperador Valerià, i anava amb ell una força militar de 70.000 homes. I de l'altre costat de Carres i d'Edessa va tenir lloc una gran batalla entre l'emperador Valerià i nosaltres, i el vam agafar captiu amb les nostres pròpies mans a l'emperador i als altres, els prefectes del pretori i senadors i oficials, tots els que eren caps d'aquell exèrcit, a tots els vam capturar amb les mans i els deportarem a Persis. | » |

Algunes fonts occidentals narren que la captura de l'emperador va ser a conseqüència d'una traïció del bàndol dels perses, que haurien capturat Valerià quan es dirigia a una negociació;. tanmateix, altres autors corroboren l'exposició de Sapor. Valerià va acabar la seva vida en el captiveri igual que els romans supervivents, deportats per Sapor a territoris sassànides, van ser ubicats pel Gran Rei en una ciutat recentment construïda. Després de la batalla, Sapor va ocupar diverses ciutats, i Antioquia de l'Orontes va ser saquejada per segona vegada.
Roma no tenia capacitat d'oferir resistència als exèrcits perses. Per aquest motiu, la defensa de les províncies orientals de l'Imperi va recaure en Odenat de Palmira, que va tenir cert èxit en l'acompliment d'aquesta tasca i va aconseguir vèncer les tropes perses al seu propi territori (a finals del 260) i fins i tot avançar cap a Ctesifont.
Això va durar uns vint anys, fins que Roma va poder llançar una nova ofensiva contra els perses. Això es va deure en part que la Gàl·lia i altres regions de la part occidental de l'Imperi es van independitzar del poder central formant l'Imperi de les Gàl·lies, mentre a Orient, Palmira va tractar d'aprofitar la debilitat de Roma formant l'Imperi de Palmira. Només l'emperador Aurelià va poder tornar l'estabilitat a l'Imperi Sapor, qui es denominava amb orgull "Rei de l'Iran i de No-Iran", havia demostrat que l'Imperi Sassànida era un digne rival per a Roma.
Tanmateix, Sapor amb prou feines va poder gaudir de la seva victòria, ja que després del 261 els perses es van batre en retirada davant de Palmira. En els anys posteriors a 260 el monarca sassànida va actuar a la defensiva davant els seus enemics occidentals (el 262, les tropes de Palmira van arribar fins i tot a Ctesifont), el que pot estar també relacionat amb les seves operacions militars a la frontera oriental, on els kushan s'estaven convertint en un gran problema. El resultat va ser que els guanys territorials dels sassànides a l'oest van ser mínims i les guerres van suposar grans pèrdues humanes en el costat persa. Malgrat les grans batalles entre 244 i 260, els perses no van poder obtenir el que probablement era el seu principal objectiu militar: un accés a la mar Mediterrània.

## Campanya persa de Dioclecià
Fins a la mort de Sapor (cap a 272), i fins i tot després, va regnar la calma a les fronteres entre Roma i Pèrsia. Això es va deure en part als disturbis en l'Imperi Romà, que només es van aplacar amb el regnat de Luci Domici Aurelià; a més, els reis sassànides van tenir bastant treball amb els seus propis problemes interns, com l'aparició del maniqueisme, que va ser enèrgicament combatut per Bahram I i Bahram II. Bahram II va tenir a més que enfrontar-se a una rebel·lió a les regions orientals del seu imperi. Els romans, governats llavors per l'emperador Marc Aureli Car, van aprofitar el moment propici i van envair Mesopotàmia. Van arribar fins a la capital, Ctesifont, que van estar a punt de conquerir; durant l'expedició va morir Marc Aureli Car la qual cosa va fer que s'interrompés la invasió.

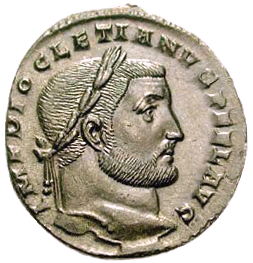
Fol·lis de Dioclecià. Font: Cng Coins.

Sota el govern de Dioclecià que va pujar al poder el 284, l'administració imperial va ser profundament reformada i reforçada (veure Tetrarquia) en un esforç per respondre a les conseqüències de la Crisi del segle iii. Dioclecià va decidir encarregar-se també de mantenir la seguretat de les fronteres orientals de l'imperi. El 287 va iniciar negociacions amb Bahram II, que van concloure en un tractat de no-agressió a les fronteres. Tanmateix, aquesta solució seria només provisional; quan Dioclecià es va haver encarregat de restablir la pau en l'interior de l'imperi, reforçant la seguretat de les fronteres davant els germànics i reprimint diversos aixecaments locals, va dirigir una vegada més la seva atenció cap a Pèrsia. El 290 va posar al seu tron al rei d'Armènia Tirídates III, que havia estat deposat pels perses, amb el que va entrar en conflicte amb els interessos dels sassànides. Narses, rei de Pèrsia des de 293, va reaccionar davant de les maniobres romanes i va atacar el 296 de nou Armènia, com havia vist fer al seu pare, Sapor I. Dioclecià, ocupat en reprimir una revolta a Egipte, va encomanar a Galeri, el seu cèsar la missió de repel·lir l'atac persa. Galeri va ser derrotat pels perses en algun lloc entre Calínicos i Carres, a Mesopotàmia, cap a l'any 297 (hi ha controvèrsies quant a la cronologia precisa de l'esdeveniment). Quan la notícia d'aquesta derrota va arribar a Egipte, un general anomenat Luci Domici Domicià es va sentir encoratjat per declarar-se independent el juny o juliol del 297 instigat per Aureli Aquil·leu. Domicià va morir probablement el desembre del 297 i segurament el va succeir Aquil·leu. Dioclecià, acompanyat de Flavi Constantí va anar a Egipte i va dominar el país menys la capital. Aquil·leu va dirigir la defensa d'Alexandria que va ser ocupada el març del 298. La cronologia exacta és discutida. S'ha suposat que aquest Domicià va ser el general que va derrotar Macrià Major i Macrià Menor, tots dos usurpadors de l'imperi, segons diu Trebel·li Pol·lió a la Historia Augusta.
Dioclecià, presumiblement bastant disgustat per la derrota del seu cèsar, va obligar Galeri, que vestia el mantell porprat, a córrer una milla davant del seu carruatge. El 298, o potser el 299, els romans van prendre de nou l'ofensiva. Galeri va envair Armènia, on el terreny no permetia el desplegament eficaç dels temibles genets de cavalleria pesant perses, en tant que Dioclecià entrava a Mesopotàmia. A la ciutat armènia de Satala, Narses va sofrir una seriosa derrota a les mans de Galeri, que el va atacar per sorpresa. Fins i tot l'harem de Narses va caure en poder dels romans, amb la qual cosa el Gran Rei, preocupat pels seus familiars, es va veure obligat a demanar la pau. En el tractat de Nisibis, el 298 (alguns autors aïllats defensen la data de 299), es va acordar a l'esmentada localitat que els sassànides cedissin cinc províncies a l'oest del Tigris, així com el nord de Mesopotàmia, amb la ciutat de Nísibis, notable pel seu valor estratègic i econòmic, i que va ser elegida com l'únic lloc en el qual es permetria el comerç entre les dues potències.

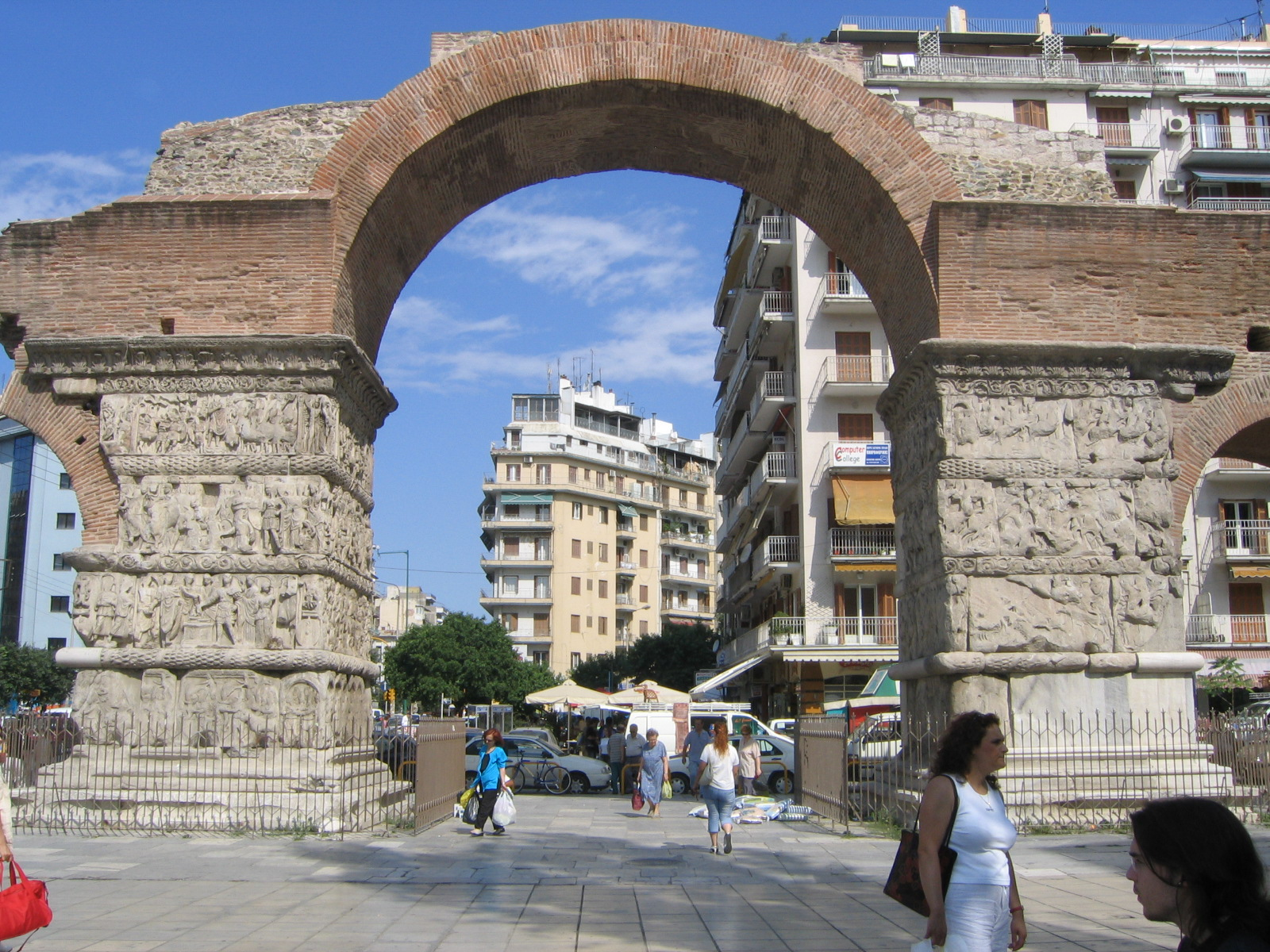
Arc de Galeri, a Tessalònica, erigit per l'emperador Galeri per celebrar la seva victòria sobre els sassànides. En els seus relleus es representen la victòria militar i el triomf de Galeri.

La victòria de Dioclecià va suposar per a Roma el guany d'un enorme prestigi. Per part persa, alguns dels termes del tractat, com el lliurament de Nísibis i, sobretot, l'ampliació del poder de Roma fins al marge esquerre del Tigris, van ser percebuts com una humiliació. El representant persa havia afirmat davant de Galeri, que Pèrsia i Roma eren les dues majors potències del món, i que no era necessari que cada una d'elles treballés per l'aniquilació de l'altra. Per això, els romans no havien de temptar la sort. Galeri es va enfurismar i va recordar la mort en captiveri de l'emperador Valerià. Ja que, al cap i a la fi, l'acord contribuiria a atenuar les permanents disputes entre ambdues potències. Alguns historiadors han qualificat de moderades les condicions imposades pels romans, ja que en principi Galeri n'hauria pogut exigir més; tanmateix, aquesta apreciació no té en compte que l'acord va ser considerat humiliant pels perses. El començament de nous conflictes era només qüestió de temps.

## Roma i Pèrsia en l'època de Constantí el Gran: Efectes del gir constantinià
Dioclecià va abdicar voluntàriament de la seva dignitat imperial el 305. El sistema de govern de la Tetrarquia, creat per ell, que preveia l'existència de dos emperadors de rang superior (August) i dos de rang inferior (Cèsar) va desaparèixer abans de la seva mort. El 306, Constantí I, fill del recentment mort august Constanci I, va ser proclamat emperador a Britania per les tropes, contra l'estipulat pel règim de la Tetrarquia. Fins i tot el 312 va controlar la part occidental de l'imperi, i va prendre una decisió en política religiosa de gran importància per a la història universal: concedir privilegis a una religió fins feia poc perseguida per Roma, el cristianisme. L'any 324, Constantí havia aconseguit vèncer els seus últims rivals i s'havia convertit en l'únic senyor de tot l'Imperi Romà.
Així l'anomenat Gir Constantinià, és a dir, la seva política en favor del cristianisme, va tenir també conseqüències per a les relacions romà-perses. El 309, Sapor II, que era encara un nen de pit, va ser elevat al tron de Pèrsia. Això va causar una crisi en l'Imperi Sassànida. A mitjans la dècada de 330 Sapor va prendre personalment les regnes del poder i es va revelar com un notable governant. El desenvolupament dels esdeveniments en l'Imperi Romà va molestar el Gran Rei, ja que molts dels seus súbdits eren cristians especialment en Mesopotàmia. Fins llavors, Sapor havia pogut estar segur de la lleialtat dels seus súbdits d'aquesta religió, ja que en l'Imperi Romà es perseguia els cristians, però ara temia que col·laboressin amb l'emperador de Roma, que era considerat un benefactor dels cristians i havia fundat la seva autoritat imperial en les idees del cristianisme. Constantí havia expressat el seu nou punt de vista en una carta a Sapor. Ara, quan també Armènia i l'Geòrgia s'havien convertit al cristianisme, Sapor es va sentir amenaçat, i la seva percepció no era del tot equivocada. Va concentrar tropes a Mesopotàmia per forçar violentament la revisió de les clàusules de la Pau de Nísibis, i va envair Armènia, on va imposar al tron a un rei titella. En vista d'això, Constantí va enviar el seu fill Constanci II a Antioquia i el seu nebot Anibalià a àsia Menor. El 336 van ser intercanviades legacions, però no es va aconseguir un acord, així que Constantí es va disposar a guerrejar contra el rei de Pèrsia.
Els plans de Constantí en cas de victòria no eren clars. Anibalià s'havia de convertir en rei d'Armènia com a client de Roma, amb el títol de rex regum et Ponticarum gentium; però potser Constantí projectava també apoderar-se de l'Imperi Sassànida en tota la seva extensió i fer d'ell també un estat client de Roma. Independentment de quines fossin les intencions que Constantí tenia al cap (i de fins a quin punt eren factibles), la seva mort el 22 de maig de 337 va fer supèrflues totes aquestes consideracions, ja que la guerra projectada no es va dur a terme. Després de la mort de Constantí, els seus fills es van veure embolicats en una cruenta lluita pel poder que va durar diversos anys i al terme del qual va sortir victoriós Constanci II. Durant tot el temps que va durar el seu regnat, hauria de preocupar-se sobretot per un altre rival: Sapor II, que després de la mort de Constantí havia reprès les operacions militars i portaria a tenir Roma sense alè durant dècades.

## Guerra entre «germans»: Constanci II i Sapor II
Sapor II va aprofitar els disturbis que hi havia a l'Imperi Romà durant la mort de Constantí, i va envair la Mesopotàmia romana. El seu objectiu era recuperar la ciutat de Nísibis, però va fracassar en el seu primer setge de la ciutat en l'any 337 o 338 (seguirien dos setges més, el 346 i 350). Simultàniament, el Gran Rei va intervenir en Armènia. Una mesura política d'interior va ser la persecució dels cristians a Pèrsia, per raons polítiques més que religioses. El 338 Constanci II, d'ara endavant emperador de l'Imperi Romà d'Orient, va marxar contra Sapor.
Aparentment, Constanci va intentar evitar l'enfrontament en camp obert. La seva intenció era més aviat que els atacs de Sapor s'estavellessin contra l'anell de fortificacions que defensaven les províncies orientals de l'Imperi Romà. El sistema de fortificacions romà es basava en la possessió d'importants ciutats estratègiques, que proveïen de vitualles a les fortaleses circumdants. Nísibis era una peça clau d'aquest sistema, el que explica els repetits (i infructuosos) esforços de Sapor per conquerir-la. Almenys en una ocasió els romans també van atacar el territori persa.
El 344, ambdós exèrcits es van enfrontar a prop de Singara. Semblava que la victòria anava a ser per a Constanci, que va emprar la cavalleria pesant de la mateixa manera que els perses, quan els seus indisciplinats soldats es van precipitar contra l'enemic i van ser vençuts. Tanmateix, un príncep persa va caure en la batalla.
Aquesta derrota va reforçar la confiança de l'emperador en les tàctiques defensives com les més adequades. Referent a això, s'ha de tenir en compte que Constanci només comptava amb una part de tot l'exèrcit romà; la resta era reclamada pels seus dos germans a Occident, i romania per tant fora del seu abast. Però també Sapor tenia problemes per resoldre: els xionites, bàrbars procedents de les estepes de l'Àsia central, van envair el seu Imperi per l'est. L'esmentada invasió va ser la causa d'una treva que va durar diversos anys i que va ser aprofitada per Constanci, entre la mort del seu germà (304) i l'any 353, per consolidar el seu domini sobre la totalitat de l'imperi.
El 358 es van celebrar negociacions entre Constanci i Sapor. Es coneix bastant bé el seu contingut gràcies a l'historiador Ammià Marcel·lí que va participar com a oficial en les batalles que van seguir i va compondre cap al final del segle iv el seu llibre Res Gestae, l'última gran obra d'història llatina de l'antiguitat, que conté una descripció detallada i fiable de l'última guerra persa de Constanci, així com una notable crònica de les negociacions:
| « | Jo, Rei de Reis, Sapor, Company de les Estrelles, Germà del Sol i de la Lluna, desitjo a Constanci César, el meu germà, tot bé . Resposta de l'emperador romà: Jo, vencedor per aigua i per terra, Constanci, sempre diví August, desitjo al meu germà, el rei Sapor, tot bé.. | » |

Sapor va exigir en una carta a l'emperador romà que renunciés a gran part de Mesopotàmia i a Armènia, on s'havia tornat a imposar el partit prorromà. Constanci no estava disposat a cedir territori romà. Finalment, això va significar que tornés al camp de batalla. Encara que l'intercanvi de cortesies va deixar una cosa clara: malgrat que Roma i Pèrsia lluitessin enverinadament, en el pensament d'ambdues estava assentada en principi la idea d'una certa igualtat entre els imperis. Eren enemics, però tanmateix es respectaven l'un a l'altre. Encara que, certament, això no va impedir a Sapor recomençar les seves operacions l'any 359.
Sapor, en el seguici del qual hi havia ara tropes auxiliars xionites, havia après de les últimes guerres: un atac directe a les fortaleses de la Mesopotàmia romana tenia escasses possibilitats d'èxit. Així que les va envoltar amb el seu exèrcit (suposadament de 100.000 homes) i va atacar Amida (l'actual Diyarbakır). Havia de conquerir la fortalesa, ja que allà es trobaven almenys set legions amb tropes auxiliars, que en cas contrari podien donar-li molts problemes. Tanmateix, el setge va resultar més difícil de l'esperat: la fortalesa va caure sola al cap de 73 dies, en el transcurs dels quals Sapor va haver de lamentar nombroses pèrdues. En els anys següents, Sapor va aconseguir també conquerir les ciutats de Singara i Bezabde. Els seus atacs posteriors no van tenir cap èxit, així que el 360 Sapor es va retirar, potser també influït per un oracle desfavorable.
Constanci va poder respirar alleugerit; sabia que l'amenaça no havia desaparegut. Per això va cridar de la Gàl·lia al seu parent Julià l'Apòstata, qui des de 355 exercia el càrrec de cèsar, perquè portés tropes de refresc. Quan l'esmentada ordre va arribar a la seva destinació les tropes de la Galia van refusar obeir i van aclamar Julià com a nou emperador. Existeix la sospita, no del tot infundada, que la suposadament espontània aclamació com a emperador de Julià, que mai no havia estat en bones relacions amb Constanci, va poder haver estat en realitat un ardit del primer. Julià es preparava per enfrontar-se a Constanci en una guerra civil, que es va evitar en morir Constanci II, en Cilícia, el 3 de novembre de 361.

## La campanya persa de Julià: una aventura que va acabar en catàstrofe

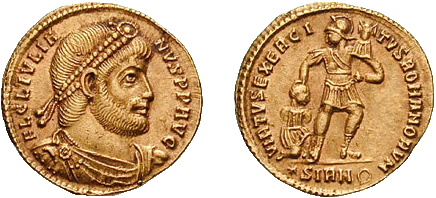
Sòlid de Julià. Al revers es representen les forces militars de l'Imperi Romà.

Julià es va convertir en successor de Constanci i molt aviat va abandonar la religió cristiana, que Constanci havia recolzat amb força, en favor del culte als antics déus pagans. Va ser posteriorment conegut pel sobrenom de "Julià l'Apòstata" pels seus detractors cristians, encara que el projecte contra els cristians no va tenir cap èxit. Julià tenia un altre projecte més: desitjava emprendre una campanya a Pèrsia i eliminar qualsevol tipus d'amenaça que provingués dels sassànides. Amb aquest objectiu, va viatjar a Antioquia a l'estiu de 362 per preparar l'operació. Al contrari que Constanci, tenia totes les tropes de l'Imperi sota el seu comandament.
Ha estat diverses vegades discutit pels historiadors quins van ser els motius que van impulsar Julià a emprendre la seva campanya de Pèrsia. De fet, no existia una verdadera necessitat de dur a terme una ofensiva semblant: els perses desitjaven, fins i tot, entaular negociacions amb Julià, el que aquest va rebutjar. Un argument freqüentment adduït és el que Julià tenia la intenció d'emular Alexandre el Gran. De fet, Ammià es fa eco d'aquest motiu. ja que, de tota manera, per a qualsevol general que partís contra Pèrsia, Alexandre era un model inevitable.
Però Julià va poder tenir en compte també una raó molt més pràctica: la necessitat d'assegurar la unitat de l'exèrcit. Aquesta no estava per complet garantida, ja que els soldats de l'exèrcit de Gàl·lia i les tropes d'Orient havien estat a punt d'enfrontar-se en una guerra civil. Molts dels oficials dirigents de l'exèrcit de Gàl·lia, com per exemple Dagalaifus o Nevitta, eren pagans, en tant que la majoria dels oficials d'Orient professaven el cristianisme. S'ha especulat també sobre fins a quin punt els oficials de l'exèrcit oriental, que al cap i a la fi ja tenien experiència en els combats contra els perses, mantenien una posició escèptica davant de la idea d'una nova guerra ofensiva. L'ardor guerrer de Julià no era en tot cas compartit per tots els seus homes. Així ho demostren les execucions d'oficials i el delmat de cossos d'exèrcit complets que es va veure obligat a realitzar durant el posterior desenvolupament de la seva campanya.

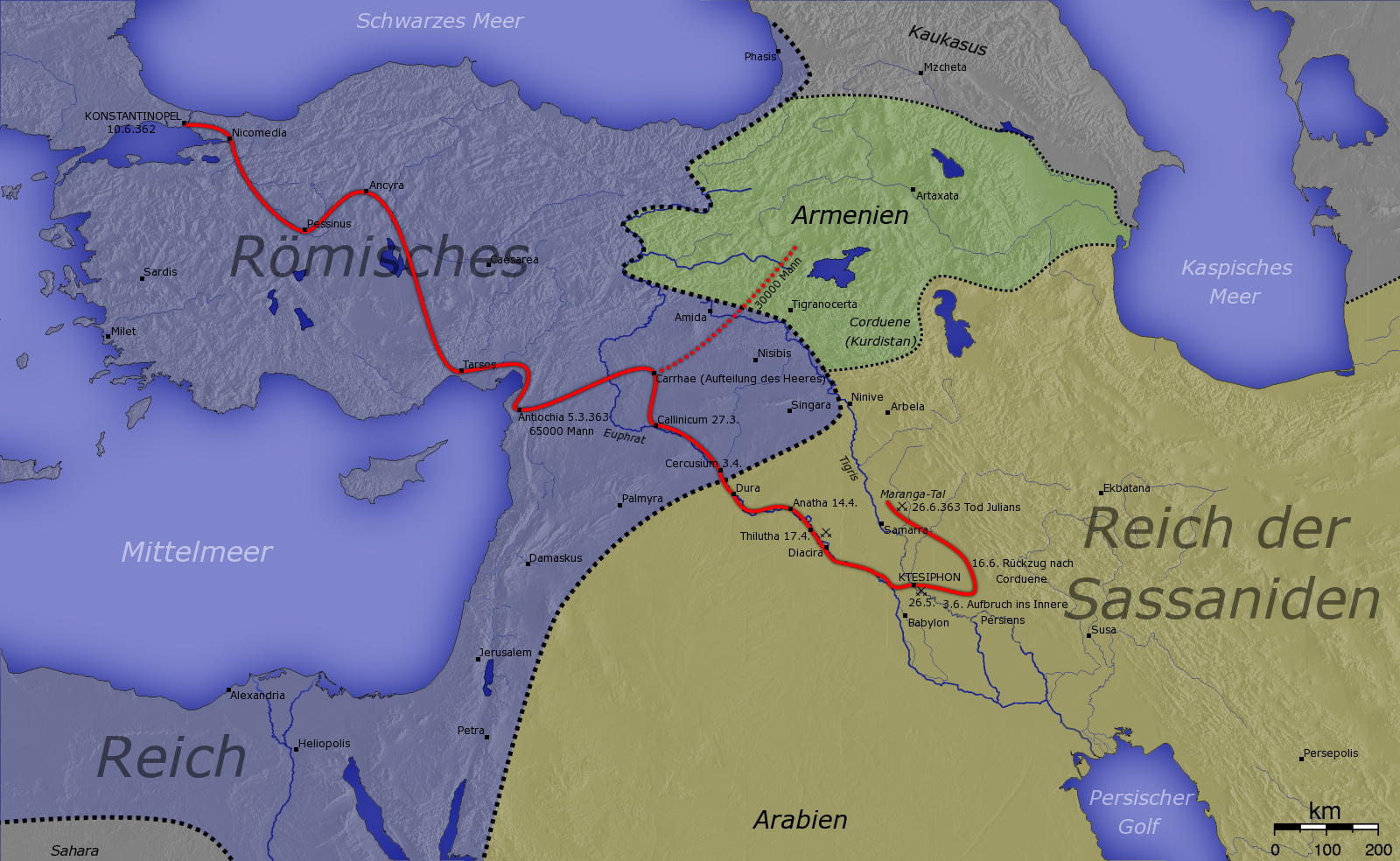
La campanya persa de Julià.

En qualsevol cas, Julià va sortir d'Antioquía en direcció aquest el 5 de març de 363. Sobre el nombre de les seves tropes les fonts proporcionen informacions contradictòries. És considerada generalment una de les majors operacions militars de l'antiguitat tardana (vide infra). L'emperador havia encomanat el rei d'Armènia que l'auxiliés amb provisions i tropes auxiliars. En Hieràpolis va establir també contacte amb els àrabs. A continuació va marxar cap al sud seguint el curs del riu Eufrates. En el seu seguici viatjava també Hormisdas, membre de la família real persa, que feia ja temps havia escapat a Roma i servia a Julià com a conseller i eventual pretendent al tron.
A finals de maig de 363, l'exèrcit romà va arribar per fi davant de la capital persa, Ctesifont. Els oficials van comprendre de seguida que apoderar-se de la ciutat requeriria un llarg setge, per al qual no estaven ben preparats. En qualsevol moment podia presentar-se Sapor al capdavant del gruix del seu exèrcit. Julià va prendre llavors una decisió que tindria greus conseqüències: a causa que als romans els faltava la maquinària per a un setge que els permetés conquerir Ctesifont en un temps raonable i que, d'altra banda, no podien tornar a casa per la mateixa ruta - ara es pagava el fet que els romans s'haguessin dedicat al pillatge al camí d'anada i que els perses haguessin realitzat una política de terra cremada -, va voler desviar-se cap a l'interior per reunir-se amb l'exèrcit romà que havia deixat al nord de Mesopotàmia. Si Sapor el perseguia, sempre podria destruir-lo i no correria perill de veure's tancat entre l'exèrcit persa i la fortalesa de Ctesifont. Aquest pla no convencia els oficials romans, però l'emperador tenia l'última paraula, així que a començaments de juny van aixecar el campament i es van posar en marxa cap a l'interior. També es va donar ordre d'incendiar la flota que havia seguit l'exèrcit al llarg del riu perquè no obstaculitzés la seva marxa, la qual cosa es mostraria més tard com un greu error de Julià, ja que amb això travessar el riu quedava descartat. Ammià descriu amb insistència les fatigues de la retirada, que van ser dificultades per les altes temperatures, els mosquits i l'escassetat de vitualles. La moral de les tropes havia arribat al seu punt més baix.
Durant la retirada, es va presentar el gruix de l'exèrcit persa, que havia acabat per reunir-se. En la batalla de Ctesifont els romans van ser encara capaços de resistir la seva escomesa; tanmateix, el 26 de juny, Julià va morir, a conseqüència d'una ferida infligida en la batalla. En vista d'això, després d'un llarg debat, una representació dels oficials de l'exèrcit va escollir el jove oficial de la guàrdia Jovià com a nou emperador. El temps apressava, ja que l'abastament de l'exèrcit es feia cada vegada més difícil, mentre els perses intensificaven els seus atacs. L'exèrcit romà corria el perill de ser completament destruït. Inesperadament, Sapor II va accedir a negociar: evidentment desitjava aprofitar el moment propici. Per la via de les negociacions va aconseguir allò que en la guerra no havia estat capaç d'obtenir. Els romans, obligats pel tractat firmat el 363, van cedir als perses Nísibis, a Singara, al territori en l'altre costat del riu Tigris i quinze fortaleses. Les conquestes de Dioclecià (cep. supra) van retornar de nou a les mans dels perses, amb el que Sapor va veure aconseguit el seu objectiu. Per als romans, el tractat va representar una pau deshonrosa. Sobretot, van perdre Nísibis, que era un pilar fonamental del seu sistema defensiu. Va tornar a les fronteres anteriors a 298. L'abandonament del territori romà va ser una situació bastant excepcional - en general es va dur a terme a tot estirar de facto, però no de iure. Tanmateix, en el futur es demostraria que les dues potències no anaven a ser capaces d'adaptar-se a les noves fronteres.
La guerra persa de Julià havia acabat en una catàstrofe. Òbviament, l'emperador havia calculat de forma completament falsa les circumstàncies geogràfiques i climàtiques en l'Imperi persa i, per afegiment, s'havia deixat arrossegar decisions poc prudents. Pèrsia no era la Gàl·lia, on Julià havia assolit grans èxits militars, i la cavalleria pesant dels sassànides era un adversari enterament diferent dels alamans. Encara que les relacions entre Roma i Pèrsia van ser més disteses en els anys següents i van entrar en una fase de coexistència pacífica, els romans mai no van poder oblidar les deshonroses condicions del tractat de 363. En totes les guerres següents, la recuperació de Nísibis seria l'objectiu prioritari.

## Pau amb interrupcions: les guerres delseglev
Durant el regnat de Valent, hereu de Julià l'Apòstata, a partir dels anys 369/370, va tornar a haver-hi guerres a Armènia, en les quals Sapor II va intentar fer prevaler la supremacia persa. Un exèrcit romà va envair Armènia i va posar al tron l'antic rei Pap. En els anys següents, va disminuir la intensitat de les operacions militars. Això es va deure, d'una banda, que Valent es va veure obligat a combatre també els gots (moriria el 378 en la Batalla d'Adrianòpolis); per un altre, al fet que a la mort de Sapor, esdevinguda el 379, els seus hereus immediats van governar durant poc temps. Cap a l'any 400 regnava entre Roma i Pèrsia una concòrdia poc habitual. La raó principal era que el "problema armeni" havia estat resolt de forma temporal. Durant el regnat de Teodosi I (segurament el 387.) s'havia arribat a un acord, pel qual Pèrsia es quedava amb la major part d'Armènia (que d'ara endavant és anomenada Armènia persa), en tant que Roma es conformava amb prop d'un cinquè del territori. L'acord va cloure la qüestió de les fronteres, la qual cosa va ser beneficiós també per a Roma.
Les relacions bilaterals van semblar tan bones des de l'any 400 que l'historiador romà Procopi relatava en el segle vi, una anècdota segons la qual l'emperador d'Orient, Arcadi hauria confiat suposadament al seu llit de mort al seu fill menor, Teodosi II, a la protecció del Gran Rei persa Isdigerdes I. L'historiador de l'Església Sòcrates Escolàstic, una font d'informació gens menyspreable sobre el segle v, descriu Yazdegerd com un monarca tolerant amb els cristians. La tolerant política religiosa de Yazdegerd va tenir sens dubte un paper important en les bones relacions entre les dues grans potències; a més, fins i tot 414, va dirigir la política de Constantinoble el prefecte del pretori Procopi Antemi, que es va esforçar per mantenir bones relacions amb Pèrsia.

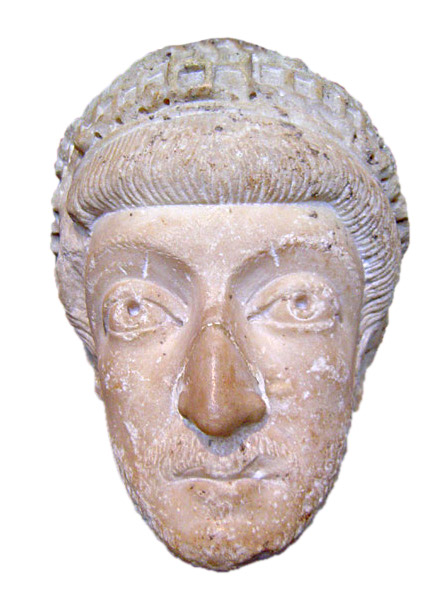
Teodosi II (identificació dubtosa).

Tot i així, el 420/421 va esclatar una nova guerra entre l'Imperi Romà d'Orient i Pèrsia. La principal raó va ser la persecució dels cristians en l'Imperi Sassànida: els cristians autòctons havien iniciat una àmplia missió evangelitzadora, la qual cosa incomodava als sacerdots zoroastristes. A més, va ocórrer que un temple del foc zoroastric va ser destruït i el bisbe responsable es va negar a reconstruir-lo, pel qual l'habitualment tolerant Yazdegerd I es va veure obligat a intervenir. Nombrosos cristians es van refugiar en territori romà, on l'emperador Teodosi II els va oferir empara. Yazdegerd va morir a finals de 420; en la lluita pel poder que va seguir la seva mort va acabar per imposar-se el seu fill Bahram V, que va continuar la guerra. Bahram, una de les personalitats més misterioses, que van ocupar el tron sassànida va dirigir l'exèrcit persa contra la fortalesa romana d'Erzurum, a Armènia, però el seu atac va fracassar. Però amb ajuda dels seus aliats àrabs, els làkhmides, va aconseguir aixecar el lloc romà de Nísibis. Després els àrabs van ser severament derrotats quan van intentar conquerir Antioquia. Els romans van ser capaços de resistir, i fins i tot el magister militum romà Areobind va matar, suposadament, un general persa en un duel singular, i els romans van vèncer la guàrdia sassànida coneguda com "Els Immortals". En conjunt, les lluites van acabar sense un resultat clar. El 422 les dues potències van firmar un nou tractat de pau, en el qual ambdues es van comprometre a permetre el lliure culte d'altres religions. A més, els romans van haver de pagar subsidis als perses a canvi de mantenir la seguretat al Caucas contra els huns, a qui ambdós bans consideraven enemics.
El 440/441, l'hereu de Bahram, Isdigerdes II va trencar el tractat, possiblement a causa de la demora en el pagament anual, i va envair el territori romà, on es va enfrontar amb el magister militum Anatoli. En aquest context no van tenir lloc operacions militars d'envergadura, ja que els romans es van mostrar disposats a pagar altes sumes de diners per a tornar a l'anterior statu quo i Yazdegerd I tenia davant de si l'amenaça dels heftalites a la seva frontera nord-oriental. Al tractat de 442 es va establir que cap dels dos bans no edificaria cap fortalesa a la frontera comuna. Aquestes dues guerres van ser més aviat episodis aïllats en les sorprenents relacions amistoses entre Roma i Pèrsia durant el segle v. El segle vi i els començaments del segle vii, al contrari, estarien marcats per un permanent estat de guerra, fins i tot el punt de què el conflicte que es declararia el 603 portaria a ambdues potències al caire de la destrucció.

## Elseglevi

### Les guerres de Cobades I
La llarga època d'harmonia del segle v va arribar a la seva fi l'any 502, quan el xahanxà persa Cobades I va atacar el territori romà. Es considera que la causa principal de l'acció bèl·lica de Cobades va ser la tensa situació interior que vivia l'Imperi Sassànida. Cobades havia hagut d'imposar-se a poderosos contrincants, i només havia aconseguit mantenir-se en el tron gràcies a l'ajuda dels heftalites, ja que la secta revolucionària dels mazdaquites estava causant trastorns. Segons la crònica de Josuè Estilita, que relata detalladament la guerra, Cobades havia exigit diners a l'emperador Anastasi I Dicor, al que l'emperador no havia accedit. Cobades va atacar a la tardor de 502, va conquerir Erzurum, a Armènia, i va iniciar el setge d'Amida (l'actual Diyarbekir), que va caure el gener de 503.

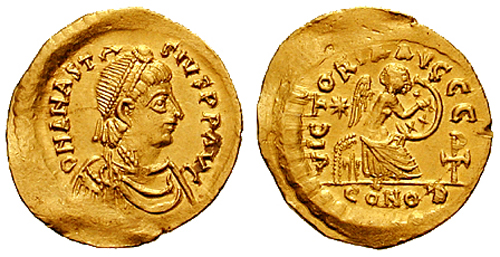
Semissis (mig sòlid) d'Anastasi I.

L'emperador Anastasi, que desitjava resoldre ràpidament el conflicte, va enviar el 503 contra els perses un exèrcit de 52.000 homes, enorme per als patrons de l'Antiguitat tardana. Com les tropes romanes mancaven d'un comandament únic, no van tenir èxit: un exèrcit de sol 12.000 homes va ser derrotat a Mesopotàmia, mentre que el segon, de 40.000, va ser rebutjat a prop d'Amida. La ciutat romana d'Edessa va ser a continuació assetjada sense èxit per Cobades. Després d'aquest seriós revés, Anastasi va designar un nou comandant a cap per a la frontera oriental: el magister officiorum il·liric Cèler. Cèler va envair el territori d'Arzanene, al mateix temps que un segon exèrcit romà assolava l'Armènia Persa. El 505 va aconseguir fins i tot recuperar Amida. El 505/ 506, Cobades, que havia de fer front als huns en la part oriental del seu imperi, va firmar un armistici amb l'emperador mitjançant l'astabed general Bōē, la durada del qual era en principi per a set anys, però que es va mantenir durant dues dècades. Les operacions militars a Mesopotàmia van fer comprendre els romans que la possessió de la poderosa fortalesa de Nísibis donava als perses un gran avantatge. Per això, l'emperador va ordenar la construcció d'una fortalesa similar en Dara-anastasiopolis, el qual, sens dubte, va agradar poc als perses (els romans van infringir amb aquesta construcció el tractat de 442) i va ser potser un motiu per a la guerra que esclataria el 526.
La segona guerra de Cobades contra l'Imperi d'Orient es va deure sobretot als enfrontaments entre les dues potències en l'àrea del Caucas. Allà es trobava el petit regne de la Làzica, cobejat per Constantinoble, llavors governada per l'emperador Justí I, la qual cosa tocava de forma sensible l'esfera d'interessos de Pèrsia.
Els romans es consideraven els protectors dels cristians a la Ibèria persa. El rei de Làzica, Tzath, va viatjar el 521/522 a Constantinoble, i allà va ser batejat i es va casar amb una cristiana, la qual cosa va ser interpretat pels perses com un senyal d'aliança amb Constantinoble. Igual com els perses van intentar convertir al zoroastrisme els habitants d'Ibèria, el rei d'aquest territori, Gurgenes, va demanar ajuda a l'emperador Justí. Això va causar una nova guerra que va afectar sobretot la regió del Caucas, així com la zona fronterera de Mesopotàmia. La guerra es va prolongar fins després de la mort de Justí, que va tenir lloc el 527.
El successor de Justí, el seu nebot i protegit Justinià I, va ser un dels més destacats governants de l'Antiguitat tardana, capaç de tornar a l'Imperi d'Orient a la seva antiga esplendor. Sobre la "guerra persa" de Justinià, disposem d'una font de gran interès: la Història de les guerres de Procopi, a les quals cal, afegir els escrits d'Agàties. Els generals de Justinià, Sittas i Belisari, van actuar amb gran eficàcia. Belisari va vèncer els perses cap a 530 en la batalla de Dara, a Mesopotàmia, però va ser derrotat anys després en la batalla de Cal·linícon; Sittas va ser nomenat magister militum per a Armènia (un càrrec nou, que demostra la importància adquirida per l'esmentat territori) i va actuar allà amb gran habilitat. A més, Justinià va aconseguir consolidar l'aliança amb els gassànides establerta durant el regnat d'Anastasi, però cap contendent no va aconseguir un avantatge sobre l'altre.
El 531 va morir Cobades, qui, aquell mateix any, igual que abans, el 529, havia mobilitzat els seus aliats àrabs contra els romans. El successor de Cobades el seu fill favorit, Còsroes I, també anomenat Husrav o Chosrau.
Justinià i Còsroes van concloure el 532 l'anomenada "Pau Duradora", per la qual Constantinoble es comprometia a pagar a Pèrsia l'elevada quantitat d'11.000 lliures d'or en un sol pagament. A canvi, la seu del magister militum per Orientem, responsable de la defensa de les fronteres orientals de Roma, es va traslladar de Dara a Constància, i les fortaleses que havien estat preses per una i altra potència en les guerres precedents van ser de nou bescanviades. Justinià va aprofitar la pau a Orient per intervenir en Occident, on, en els anys següents, Belisari va destruir el Regne Vàndal del nord de l'Àfrica, i va envair la Itàlia ostrogoda. Es va posar de manifest el fals que era en realitat la pau a les fronteres orientals de l'Imperi quan Còsroes va trencar el tractat de pau i va envair Síria amb un gran exèrcit.

### Còsroes I Anushirvan - L'Imperi Romà d'Orient a la defensiva
Còsroes I va ser un dels monarques més notables que van ocupar el tron de Ctesifont. Va demostrar ser un gran adversari per a Justinià i va anar alhora un monarca interessat per la filosofia i l'art i un estrateg sense escrúpols. En molts aspectes, va portar l'Imperi Sassànida al seu apogeu. Va ordenar la traducció de diverses obres gregues i índies al persa. Respectat pels seus adversaris, es va guanyar el sobrenom de Anushirvan ("d'esperit immortal"). Va derrotar la secta dels mazdaquites i va dur a terme reformes en l'exèrcit i en la política interior, que van afirmar el poder real i van disminuir el de la noblesa. Aquestes reformes li van assegurar ingressos superiors i van possibilitar la seva política expansionista.

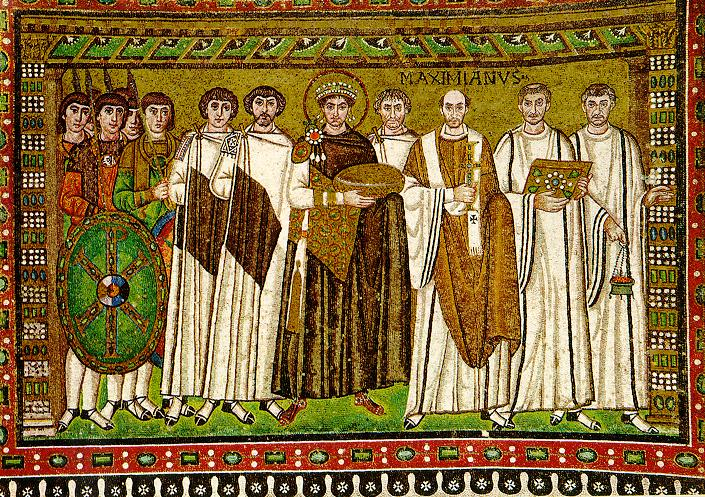
Justinià I, mosaic a l'església de Sant Vital de Ravenna.

El 540, Còsroes I va veure el moment oportú per atacar l'Imperi Romà d'Orient. Li van servir com a pretext els problemes no resolts entre els àrabs vassalls de Constantinoble i els subordinats a Pèrsia, els gassànides i els làkhmides, respectivament; potser va influir també l'oferta d'aliança que li van fer els gots. A la primavera, Còsroes es va internar a siriana amb un enorme exèrcit.
El seu exèrcit va travessar l'Eufrates a l'altura de Kirkesion, i, a continuació, va avançar cap a Antioquia. Justinià va enviar Antioquía al seu parent Germànic, un general competent, perquè organitzés la defensa de les ciutats principals. Però Germànic sol tenia a la seva disposició la ridícula xifra de 300 homes. Després d'haver inspeccionat les instal·lacions defensives de la ciutat, va decidir, segons Procopi, que era absurd intentar defensar-la, ja que no havien arribat els reforços promesos. Per això, va abandonar la ciutat, mentre Còsroes, al seu camí cap a Antioquía, aconseguia per la força diners de diverses ciutats romanes amb l'amenaça d'un setge persa. Altres ciutats van ser atacades perquè no van poder reunir la suma requerida, com Berea, que va ser pres i va saquejar. La població de la ciutat de Sura (Babilònia) va ser deportada i parcialment va massacrada.
A Antioquía, el representant imperial va prohibir taxativament qualsevol pagament als perses, pel que la ciutat va ser assetjada i finalment conquerida. El Gran Rei va obtenir un ric botí, i va ordenar que els supervivents fossin deportats a Pèrsia i després confinats, al mateix temps que es trencaven les negociacions entre romans i perses sense haver arribat a un acord. Còsroes es va apoderar també del port d'Antioquía, Seleucia, on es va donar un bany ritual al mar i va ordenar fer un sacrifici al déu Sol. A continuació va tornar a Pèrsia, després de fracassar en el setge de la ciutat de Daras.
La caiguda d'Antioquía va causar una profunda impressió als romans. Ara es pagava el fet que les tropes de Justinià s'haguessin desplaçat a Itàlia per combatre els gots. D'ara endavant, l'Imperi Romà d'Orient hauria de combatre a dos fronts. Tanmateix, l'emperador va reaccionar davant de l'amenaça persa. Va enviar Belisari a Orient, a l'encontre del perill, i es van traslladar fortes unitats militars a la frontera oriental, on es trobava un exèrcit romà amb una força aproximada d'entre 15.000 i 30.000 homes. El 541 els perses van atacar Làzica, on van combatre sobretot al territori de la destacada ciutat de Petra, a vores del Mar Negra. El rei de Làzica, Gubazes, havia cridat als perses, aparentment inquiet per la presència militar romana al seu país. Poc després, tanmateix, va buscar de nou suport en els romans. Aquell mateix any va fracassar una temptativa de Belisari de recuperar Nísibis. El 542 Còsroes va envair de nou el territori romà, però Belisari va aconseguir posar en perill la seva retirada, per la qual cosa el persa va cancel·lar la seva campanya, no sense abans apoderar-se de Calínicos. Tanmateix, de moment, es va salvar, almenys, l'Edessa sempre amenaçada. A més, aquell mateix any es va desencadenar la coneguda com a "Pesta de Justinià", que va afectar durament els perses. Poc després, Belisari va ser cridat a Constantinoble, i reemplaçat pel general Martino.

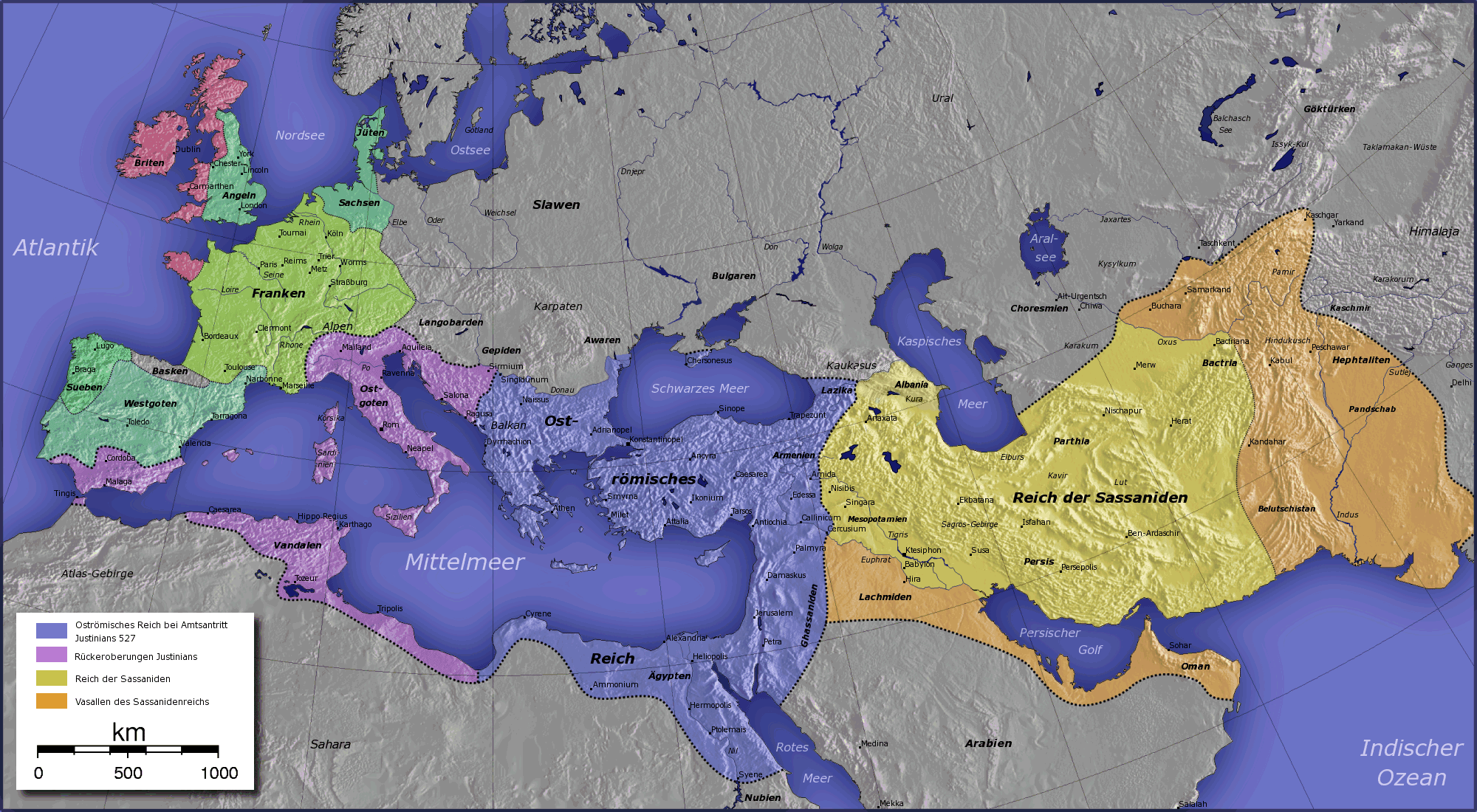
Les conquestes territorials de Justinià I.

Les operacions militars que van seguir van estar marcades per atacs i contraatacs. El 543 els romans van atacar l'Armènia Persa, on van sofrir una severa derrota a prop d'Anglon; a l'any següent (o encara el 543), Còsroes va envair de nou Mesopotàmia i va assetjar de nou Edessa. Edessa tenia, sobretot, un gran significat simbòlic, ja que allà es trobava el Mandílion, una tela que segons la tradició reproduïa el rostre de Crist. El setge va fracassar. Poc després es van iniciar negociacions, el resultat de les quals va ser un armistici; Justinià, que necessitava tenir llibertat de moviments a Occident, va pagar per ell un alt preu. Al tractat no es va tractar explícitament la qüestió de Làzica, ja que Còsroes no estava disposat a renunciar fàcilment a les seves pretensions sobre l'esmentat regne. El 548 van recomençar els combats, que es van resoldre el 551 amb una nova treva, que Justinià de nou va haver de sufragar. Una vegada més, Làzica no es va esmentar al tractat. Encara que els romans van quedar lliures d'invasions perses durant la resta del regnat de Justinià, la guerra va continuar a Làzica. En principi va ser bé per als romans, ja que les tropes del Gran Rei van ser rebutjades. El 556 els perses, després d'importants derrotes, van ser gairebé completament expulsats, així que el 557 es va acordar una nova treva, aquesta vegada incloent Làzica. Això va preparar les bases per a un nou tractat de pau, que ambdós bans, després de llargues negociacions, que per part romana van ser conduïdes pel magister officiorum Petros Patrikios, van concloure el 562, ja que tant romans com perses estaven exposats a amenaces a les seves altres fronteres.
El tractat es mantindria en vigor durant 50 anys. Segons les seves clàusules, part de Làzica romania dins de l'àmbit territorial de Constantinoble, i els vassalls àrabs d'ambdues potències havien de respectar la pau. Els perses havien de protegir els ports del Caucas dels atacs dels huns i d'altres pobles bàrbars. El tractat contenia a més altres disposicions, sobre assumptes com el tracte que s'havia de donar als trànsfugues, així com el compromís de no aixecar noves fortaleses a la frontera romà-persa (un aspecte de gran importància) i clàusules relatives a la política comercial. Aquestes últimes no eren menyspreables, ja que els interessos comercials tenien gran importància per a ambdues potències. En aquest context s'ha d'entendre el suport de l'Imperi Romà d'Orient al cristià Regne d'aksum el 525 en el seu atac als himjarites, a l'actual Iemen, en el qual tant Roma com Pèrsia perseguien interessos vitals. Aquest atac al sud de l'Aràbia, tanmateix, va resultar ser un episodi aïllat, ja que Còsroes també es trobava actiu en l'esmentat lloc, i finalment (cap a 570) els perses acabarien per imposar-se.

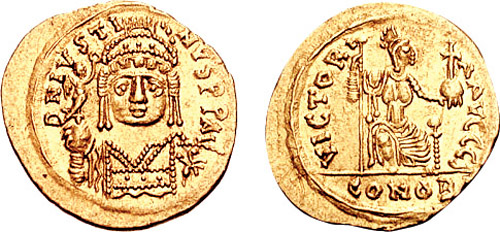
Sòlid de Justinià II, en el regnat del qual es va iniciar una nova guerra amb Pèrsia.

Justinià havia aconseguit, al cap i a la fi, mantenir les fronteres orientals del seu imperi, encara que fos a costa de grans esforços. Un punt del tractat era, tanmateix, oprobiós per als romans: d'ara endavant, l'Imperi Romà d'Orient estava obligat a abonar anualment als sassànides un tribut d'unes 500 lliures d'or. Per a Justí Ii, que va succeir Justinià quan aquest va morir el 565, aquestes condicions resultaven indignes. L'objectiu de Justí era que, si s'arribava a un nou acord, aquest fos més equilibrat. El 572 va esclatar una nova guerra, ja que Justí s'havia negat a pagar el tribut anual. Hi havia a més altres motius per a aquest nou conflicte: una vegada més es va produir un enfrontament sobre la propietat d'un territori disputat al Caucas, raó per la qual l'Imperi Romà d'Orient havia entrat en contacte amb les potències proromanes de l'Armènia Persa; així com el disgust de Constantinoble per la designació d'un governador persa al Iemen i per les agressions dels làkhmides. Còsroes desitjava negociar amb Justí, però aquest no estava disposat, pel qual és severament criticat en diverses fonts romanes de l'antiguitat tardana.
Cap dels dos imperis no estava realment preparat per a la guerra, però per als romans va ser especialment inoportuna: una aliança amb els turcs de l'Àsia central no va tenir el resultat esperat i, a més, Justí havia renyit amb els seus aliats àrabs. El 573 els perses van envair Síria i van conquerir Apameia; aquell mateix any va caure també en poder dels perses, després d'un llarg setge, l'estratègicament clau ciutat de Dara, pedra angular del sistema defensiu romà a Orient des de l'època d'Anastasi I Dicor. Aquest desastre no va ser compensat ni tan sols pels èxits romans a l'Armènia Persa, on l'exèrcit imperial i els seus aliats armenis havien conquerit la capital, Dvin. Les constants males notícies que es rebien de la frontera oriental van afectar la salut mental de l'emperador, que va acabar per tornar-se boig. Durant la resta del seu regnat, es va encarregar de la direcció dels assumptes d'estat i del comandament de l'exèrcit el general Tiberi II, cèsar des de 574. Aquest va acordar amb Còsroes, previ pagament, una treva d'un any de durada, que no esmentava Armènia.

### La campanya persa de Maurici

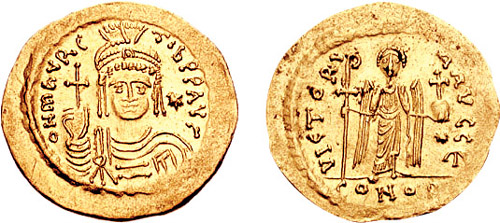
Sòlid de Maurici.

La situació dels romans que s'havien d'enfrontar alhora als longobards a Itàlia, als àvars als Balcans i als eslaus, no era desesperada. El 575 (segons altres cronologies, el 576) el general Justinià, parent de Justí II, va aconseguir en la batalla de Metilene una aclaparadora victòria contra Còsroes. Aquest havia conquerit la ciutat de Metilene, a vores de l'Eufrates, i, quan es retirava, va ser interceptat per Justinià, que va aniquilar la major part de l'exèrcit persa. El mateix Gran Rei va poder amb prou feines escapar. Tanmateix, la victòria no va ser decisiva, i la situació estava estancada. Quan el 579 va morir Còsroes, el va succeir el seu fill, Ormazd IV, al que totes les fonts concorden en caracteritzar negativament. Tiberi, emperador (august) des de 578, va fer una oferta de pau al nou Gran Rei, que aquest tanmateix va rebutjar, pel qual Tiberi va confiar el comandament de les forces militars a Orient a Flavi Tiberi Maurici, un general àmpliament experimentat que seria, en el futur, emperador. Les tropes romanes van atacar Mèdia i Mesopotàmia; els perses van reaccionar, mentre envaïen també la part romana de Mesopotàmia, posant en perill les rutes d'aprovisionament de l'exèrcit romà. El 581, Maurici va aconseguir detenir finalment l'atac persa a l'Eufrates, i els sassànides van sofrir importants pèrdues. A l'any següent va morir Tiberi II i Maurici va pujar al tron imperial. Sobre el seu regnat, i de la campanya que va dirigir, disposem d'una bona font, el llibre de Theophylaktos Simokates, l'última obra històrica en la tradició historiogràfica de l'antiguitat.
La campanya contra els perses va ser de nou dirigida per Maurici; en aquesta guerra cap dels dos bàndols no va aconseguir cap avantatge. El 585, Maurici va rebutjar una oferta de pau del Gran Rei, ja que va considerar inacceptables les seves condicions. A l'any següent, els romans van obtenir una victòria a prop de Dara i més tard van derrotats pels perses. La situació va donar un gir el 589, quan al Caucas, les ofensives romanes d'Orient i ibèriques van ser rebutjades pel general persa Vararanes Chobin, que recentment havia estat traslladat del front de l'Àsia central on va combatre una guerra amb els Turcs Orientals. Txobin va expulsar els romans però no va obtenir la gratitud del monarca sassànida. Humiliat a causa d'una petita derrota davant els romans, Bahram es va rebel·lar contra Ormazd. El Gran Rei, odiat per la noblesa, va perdre finalment el tron i la vida a començaments de 590. Li va succeir el seu fill Còsroes II, a qui tampoc Vararanes Chobin no va voler reconèixer com a sobirà. Còsroes va haver de fugir després de ser derrotat per Bahram, mentre les tropes romanes aprofitaven la desunió dels perses: el general romà Joan Mystacon va assetjar la ciutat de Dvin, a Armènia, i va envair la regió d'Atropatene (a l'actual Azerbaidjan). Còsroes II va decidir demanar ajuda a Maurici i es va refugiar en l'Imperi Romà d'Orient. L'emperador va accedir a la seva invitació, i per primera (i única vegada), les tropes romanes i perses van marxar unides a la batalla. Baharam va ser derrotat i Còsroes II va pujar de nou al tron el 591.
Maurici va exigir i va obtenir alguns territoris disputats a Mesopotàmia, que segons els romans formaven part d'Armènia, així com territoris a Iberia (Geòrgia). En conjunt, l'emperador es va comportar de forma bastant moderada i de fet les condicions del seu tractat amb Còsroes II (a qui fins i tot pot ser que adoptés) van ser francament bones.
L'Imperi Romà i Pèrsia semblaven haver posat les bases per a una futura convivència pacífica.

## Pax Persica?Còsroes II i el contraatac d'Heracli

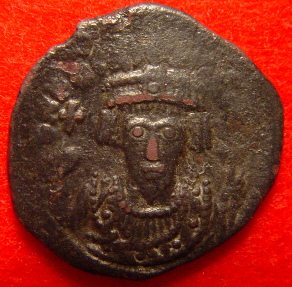
Retrat en una moneda de l'emperador Focas, que va deposar Maurici el 602.

Tant lImperi Romà com Pèrsia van saber aprofitar el breu període de pau. L'emperador Maurici va traslladar les tropes d'Orient als Balcans, on va sostenir una campanya contra els àvars i eslaus.
Còsroes II, una vegada consolidat el seu poder i sanejades les finances de l'estat, va tornar a enfortir financerament i militarment el seu imperi. A finals de l'any 602 es va desenvolupar en l'Imperi d'Orient una sèrie d'esdeveniments que desembocaria en l'última de les guerres entre Roma i Pèrsia, una guerra, més intensa que totes les precedents, i que va estar a punt de causar la ruïna definitiva de l'Imperi Romà d'Orient.
La crisi es va originar al Danubi, on l'emperador Maurici combatia amb èxit als àvars i eslaus. Maurici va exigir a les seves tropes que hivernessin a la vora esquerra del Danubi i emprenguessin una campanya contra els eslaus, malgrat les dificultats per proveir-se de vitualles. Això va portar finalment que les tropes s'amotinessin, i proclamessin emperador un oficial de rang inferior, anomenat Flavi Focas. Maurici va intentar fugir, però va ser capturat. Focas va marxar cap a Constantinoble, on va ser reconegut com a emperador. Maurici i tota la seva família van ser executats, en un autèntic bany de sang, i Focas va iniciar, segons fonts decididament hostils a ell, un règim de terror.
Còsroes va aprofitar la mort de Maurici, el seu antic protector, i el 603 va envair el territori romà. En els anys següents van caure en poder dels perses les ciutats d'Amida, Dara, Edessa, Hieràpolis i Berea, i un exèrcit persa va envair Armènia. Part de la població va donar fins i tot la benvinguda als invasors perses, ja que els conflictes religiosos en l'Imperi d'Orient, entorn de la qüestió de la naturalesa de Jesucrist, havien allunyat la població de Síria del govern central. A més, Còsroes va presentar un presumpte fill de Maurici, que hauria sobreviscut a les execucions de Focas. El mateix Focas va caure el 610, víctima d'una conjura per part de sectors opositors. Heracli, fill de l'Exarca de cartago, es va apoderar del tron, però va haver de combatre contra les tropes de Focas durant algun temps, el que va impedir la resistència contra els perses. Fos quin fos el verdader caràcter del règim de Focas (només disposem en l'actualitat de fonts de l'època d'Heracli), és evident que no va estar exempt de terror. Heracli, sens dubte un dels més destacats emperadors de tota la història de l'Imperi Romà, va ser rebut com a salvador, encara que el principi no fos capaç de fer front amb efectivitat als perses.

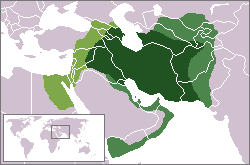
Màxima expansió territorial de l'Imperi Sassànida, durant el regnat de Còsroes II.

Amb la caiguda de Focas, l'avanç persa va augmentar la seva velocitat. El 611 els perses van derrotar els romans al costat d'Emesa, des d'on van irrompre a Àsia Menor i van conquerir també Antioquia. El 613 va donar començament la contraofensiva romana. Part de l'exèrcit de Constantinoble, a les ordres del general Filípic, havia d'envair Armènia, per obligar així els perses a retirar les seves tropes de Síria. Aquesta maniobra va permetre a Heracli preparar-se per a l'atac; a Síria, tanmateix, l'exèrcit romà va ser vençut en una gran batalla a prop d'Antioquía. Heracli va haver d'abandonar la regió, i Damasc va caure aquell mateix any. Encara pitjor per als romans va ser, tanmateix, la caiguda de Jerusalem, presa el 614 pel general persa Sarbar, segons sembla amb ajuda dels jueus de la ciutat, que esperaven que els sassànides els concedissin una major llibertat. Entre el botí obtingut pels perses es trobava la Veracreu, que el general Shirin va regalar a l'esposa preferida de Còsroes, de religió cristiana. La pèrdua d'aquesta relíquia va causar una tremenda commoció entre els cristians. L'Imperi Romà d'Orient, que també es trobava, una vegada més, amenaçat als Balcans, va perdre abans de 619 també Egipte, el graner de l'imperi, mentre els perses llançaven també atacs a Àsia Menor, que només en una petita part van poder mantenir en el seu poder. Tot l'Orient romà va quedar sota el domini persa, com havia estat en temps de l'Imperi Aquemènida. Va arribar fins i tot a pensar-se a traslladar la capital de l'imperi de Constantinoble a la segura Cartago. L'"Imperium Romanum" es trobava a prop de l'abisme.

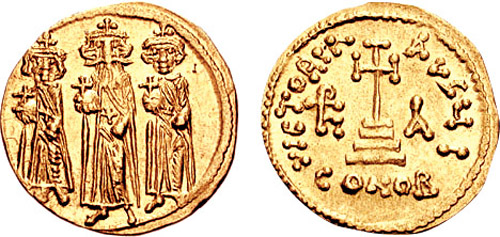
Sòlid d'Heracli amb els seus fills Constantí III i Heracionas.

En aquesta situació, que semblava completament desesperada, Heracli va concebre un pla extremadament audaç. Va decidir abandonar la capital, al comandament del seu exèrcit, i atacar els perses en l'interior dels seus dominis. El 5 d'abril de 622 l'emperador va abandonar la ciutat i va viatjar per mar fins a un punt en les proximitats d'Issos, en l'extrem sud-occidental d'Àsia Menor. La reconstrucció dels següents esdeveniments és complicada a causa de l'extremadament problemàtica situació de les fonts; no es coneixen ni la ruta que va seguir l'emperador ni les dimensions exactes del seu exèrcit. Heracli, que en els anys següents emprendria en conjunt tres campanyes contra els perses, va haver de comptar amb una força militar bastant considerable. Possiblement Heracli dirigiria més tard a Mesopotàmia una força d'entre 25.000 i 50.000 efectius, que potser fins i tot van arribar a 70.000. Heracli va entrenar primer el seu exèrcit, amb el qual entre les seves tropes va sorgir ràpidament un ambient particular, que Jordi de Pisídia, una de les poques fonts amb què comptem, destaca especialment. L'emperador va inculcar als seus soldats la idea que no es tractava d'una campanya ordinària. No combatien només contra un enemic de l'imperi, sinó també contra un adversari del cristianisme. Es tractava d'una guerra santa, en certa manera una "Croada" contra el poder de les tenebres, encara que, certament, la guerra perseguia un objectiu per damunt de tot: deslliurar definitivament l'Imperi Romà d'Orient de l'amenaça persa. Per aquesta raó es van instal·lar imatges de Crist als campaments. Sembla que aquestes mesures psicològiques van assortir efecte i van motivar els soldats, una cosa que possiblement era necessària a causa de la difícil situació en la qual es trobaven: si Heracli fracassava, l'Imperi cauria amb ell.
El 626, l'exèrcit persa es va posar en marxa de nou, amb l'objectiu de localitzar i destruir les tropes d'Heracli, així com de conquerir la ciutat de Constantinoble. Amb aquesta finalitat, els perses havien entaulat negociacions amb els àvars. A l'estiu de 626, la capital de l'Imperi d'Orient va ser assetjada per un exèrcit d'àvars i eslaus. La ciutat va poder resistir, gràcies a la flota, que va evitar, a més, que els perses poguessin traslladar-se a la vora europea. Els àvars van haver d'interrompre el setge, i l'exèrcit persa, sota el comandament de Sarbar, es va retirar a començaments de 627 de Calcedònia a Síria. L'any anterior, Heracli havia aconseguit ja vèncer un exèrcit persa que va marxar contra ell amb la intenció de destruir-lo.

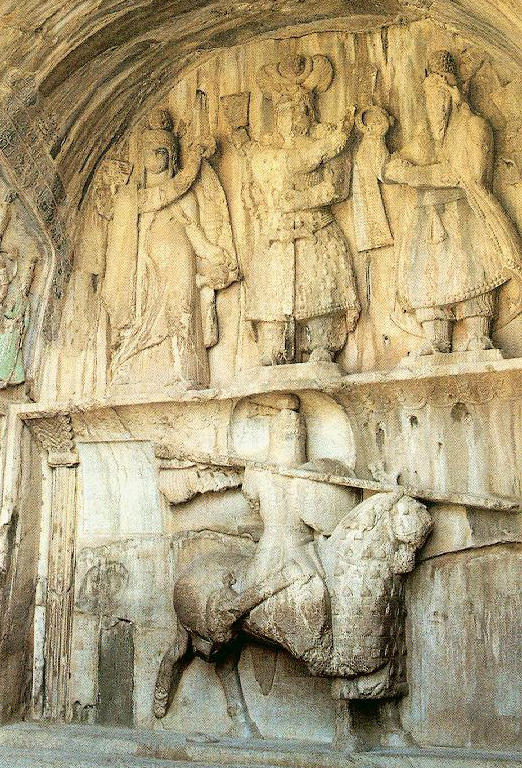
Representació del rei Còsroes II com a catafracta. (taq-e-bostan).

A Constantinoble es va atribuir la salvació de la ciutat a un miracle de la Verge María. El punt culminant de l'ofensiva persa havia estat superat amb èxit, i a partir de llavors els romans van prendre completament la iniciativa. Heracli va poder alegrar-se encara d'una nova victòria; a Mesopotàmia, el seu germà Teodor havia aconseguit vèncer un exèrcit persa sota el comandament del general Schahin, la qual cosa va haver d'irritar profundament Còsroes. Pel que sembla, en la cort persa hi havia una gran preocupació per l'estat mental del Gran Rei, que, al seu torn, sentia una profunda desconfiança cap als seus generals. Això explica, almenys en part, per quin Sarbar es va mantenir en endavant al marge dels combats i es va dedicar a esperar el desenvolupament dels esdeveniments.
Mentrestant, Heracli reclutava noves tropes en Làzica i a les regions riberenques del Mar Negra, i establia contacte amb els Köktürks. Aquesta aliança no va tenir conseqüències importants en el desenllaç del conflicte, ja que les tropes auxiliars van abandonar més tard l'emperador, encara que els atacs turcs van haver de constituir una molèstia per a Còsroes. El 627, Heracli va partir de Tiflis cap al sud. El 12 de desembre d'aquell any, es va deslliurar una decisiva batalla al costat de les ruïnes de Nínive. El general persa Rhazates va morir en el combat, i els romans, que van maniobrar amb més habilitat, van aixafar l'exèrcit persa. Heracli va conquerir a continuació la residència preferida del Gran Rei, en Dastagird, en la qual Còsroes havia estat poc temps abans. El monarca persa va fugir aterrit cap a Ctesifont. Heracli va renunciar intencionadament a assetjar la capital persa, ja que temia que es tallessin les seves vies d'aprovisionament.
Tanmateix, la batalla de Nínive va suposar el desenllaç final de la lluita que durant segles havien mantingut ambdues potències. Còsroes va perdre tot suport dels grans del seu imperi: el febrer de 628 va ser deposat i assassinat a presó. Li va succeir el seu fill Cobades II Siroe, que va iniciar el seu curt regnat amb l'assassinat de diversos membres de la seva família. De seguida va intentar establir contacte amb Heracli per negociar un tractat de pau. L'emperador es trobava llavors a Gandzak. El text de la seva carta a Heracli, en la qual Cobades Siroe demana la pau i es refereix al seu enemic com a "…el clementíssim emperador dels romans, el nostre germà… "
Finalment es va firmar un tractat de pau. Les seves clàusules estaven orientades a mantenir l'statu quo ante bellum: Pèrsia renunciava a totes les seves conquestes i tornava la Veracreu, a canvi Heracli prometia retirar-se. Tanmateix, la retirada de les tropes romanes es va desenvolupar amb lentitud, i mentrestant Pèrsia es va enfonsar en el caos. Cobades Siroe va morir el setembre de 628, i tots els monarques que li van succeir només van ser capaços de mantenir-se en el poder durant uns quants mesos. La Veracreu va ser restituïda el 630 per Sarbar, que també ambicionava el tron sassànida. La cerimònia que va solemnitzar la tornada de la relíquia va suposar sens dubte el moment de major esplendor del regnat d'Heracli. Va rebre cartes de felicitació de diversos regnes cristians i va aconseguir un enorme prestigi. Pèrsia havia estat vençuda, amb el que l'Imperi Romà semblava haver triomfat sobre el seu secular adversari.

## Roma i Pèrsia: Un balanç

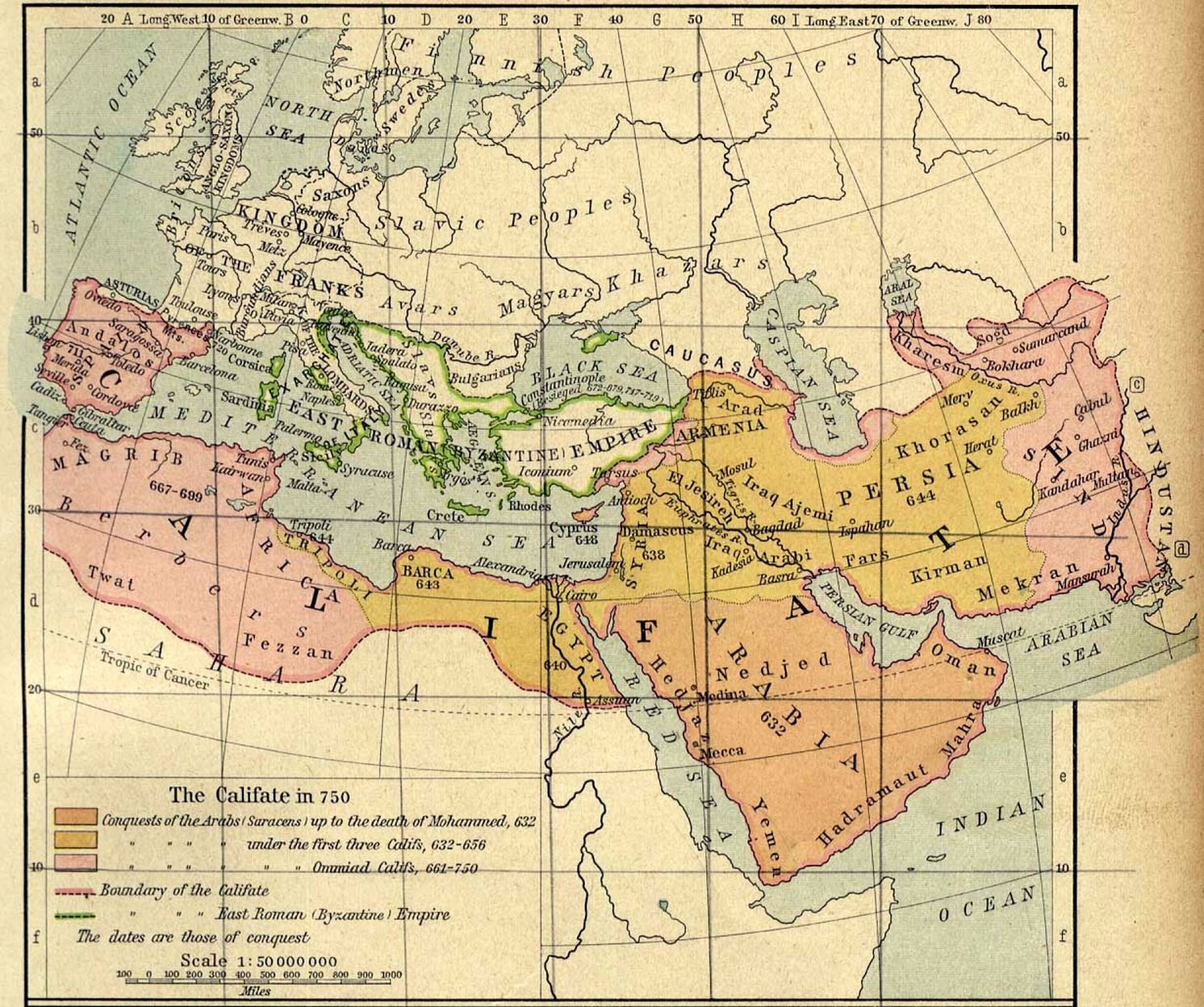
L'expansió islàmica fins a l'any 750.
De lHistorical Atlas de William R. Shepherd, 1923.

Heracli només va poder alegrar-se de la seva victòria durant uns quants anys. Poc després del seu triomf sobre els perses, va començar l'expansió islàmica. El 636, les tropes romanes van ser derrotades pels àrabs musulmans en la batalla del Yarmuk: després de la llarga guerra contra Pèrsia, no existien recursos suficients per oposar resistència. El 642 l'Imperi Romà d'Orient havia perdut totes les seves províncies orientals, i alguns anys després caurien també les del nord de l'Àfrica. Als Balcans, mentrestant, onades de pobles eslaus es van internar en territori romà, on es van assentar de forma estable. L'Imperi va quedar reduït a Àsia Menor, sempre sotmesa als atacs dels àrabs; la capital i els seus voltants; i algunes illes i llocs fortificats de Grècia. També van canviar l'estat i la societat de l'Imperi: sota Heracli va augmentar l'hel·lenització de l'administració i de l'exèrcit i el llatí va deixar de ser la llengua oficial ja des de l'època de la guerra amb Pèrsia. Per a molts historiadors, això suposa el final del Baix Imperi Romà i el començament de la història de l'Imperi Romà d'Orient medieval, que mantindria la seva identitat grecoromana i cristiana fins al 1453.
L'Imperi Sassànida va desaparèixer per complet el 651. Després de la derrota de la Kadesia, el 636 (o 637), els àrabs van aniquilar l'exèrcit persa el 642 en la batalla de Nehawend. L'últim Gran Rei, Isdigerdes III, va tenir un final ignominiós: el 651 va ser assassinat en l'extrem nord-oriental del seu imperi per un governador local (o per un moliner). Encara que l'herència cultural dels sassànides va deixar la seva empremta duradora al món àrab, amb la caiguda del seu imperi va acabar l'última fase de la història antiga del Pròxim Orient.
Durant quatre-cents anys, Roma i Pèrsia havien estat les dues principals potències del món antic. Encara que sovint van ser hostils entre si, i amb freqüència es van embolicar en una lluita despietada, els dos estats es van professar sempre un mutu respecte. Entre els dos hi va haver també influències culturals recíproques. però en la seva última etapa, les relacions mútues es van resoldre sobretot mitjançant els conflictes militars, marcats per la lluita per la supremacia en el Pròxim Orient.
Al final, els dos imperis es trobaven tan esgotats després de diversos segles d'enfrontaments que van ser fàcilment vençuts pels àrabs. Pot arribar-se a la conclusió que les èpoques més fructíferes en les relacions entre ambdós imperis van ser les fases de convivència pacífica, principalment entre 387 i 502. Tanmateix, una solució permanent era impossible a causa de la lluita pel poder i la visió que ambdues potències tenien de si mateixes.

## Cronologia de les Guerres romano-perses
- 224: Sorgeix l'Imperi Sassànida.
- A partir del 230: Artaxerxes I envaeix territoris de l'Imperi Romà.
- 242-44: Campanya persa de Gordià III; després dels primers èxits és vençut a Mesiche (Misik) i mor poc després. Sapor I conclou un tractat de pau amb Roma.
- 252: Sapor I conquereix Armènia. En els anys que segueixen envaeix també Síria.
- 260: Valerià I és fet presoner en el curs de la seva guerra amb Pèrsia. Es desploma el sistema defensiu romà a Orient, la qual cosa és aprofitat per Palmira, la reina de la qual Zenòbia, intenta crear el seu propi imperi.
- 283: Campanya persa de Marc Aureli Car.
- Des de 296: El rei persa Narses envaeix territori romà. Galeri el venç, després d'haver sofert un primer revés, en la batalla de Karrhai.
- 298: Pau de Nísibis. L'emperador romà Dioclecià conquereix territoris a Mesopotàmia i cinc províncies en l'altre costat del Tigris.
- 338: Comença una guerra entre Roma i Mesopotàmia que durarà diverses dècades. Ni Sapor II ni Constanci II no aconsegueixen resultats decisius. Els cristians són perseguits a Pèrsia.
- 359: Sapor II envaeix Mesopotàmia al comandament d'un gran exèrcit. La important ciutat d'Amida cau en poder de Pèrsia després d'un llarg setge.
- 363: Campanya persa de Julià l'Apòstata. L'exèrcit romà arriba a les portes de Ctesifont, però es veu obligat a retrocedir. Després de la mort de Julià, Roma i Pèrsia firmen un tractat de pau. Els territoris conquerits per Dioclecià són tornats a Pèrsia.
- Cap a 387: Divisió d'Armènia en una part controlada per Pèrsia i una altra per Roma.
- 395: Mort de Teodosi I el Gran i divisió de l'Imperi Romà.
- 410: Es permet llibertat de culte als cristians perses en el Sínode de Seleucia-Ctesifont.
- 421/22: Guerra entre Roma i Pèrsia. Aquest conflicte, igual com el més petit que va tenir lloc el 440/41, va ser un episodi aïllat en una època marcada per la convivència pacífica entre els dos imperis.
- 476: Destitució de l'últim (segons la numeració tradicional) emperador romà d'Occident, Ròmul Augústul. Final de l'Imperi Romà d'Occident.
- 484: L'Església Assíria d'Orient se separa definitivament de l'Església Imperial de Constantinoble.
- 502: Comença una nova guerra entre Roma i Pèrsia. Després d'una treva el 506 es reprenen les guerres el 526.
- 532: "Pau Duradora" entre Roma i Pèrsia. L'emperador Justinià I emprèn el seu Restauratio Imperii a Occident.
- 540: Còsroes I trenca el tractat. Saqueig d'Antioquia i altres ciutats romanes. La guerra conclou el 562.
- 572: Justí II força una nova guerra amb Pèrsia, que conclourà el 591, durant el regnat de Maurici.
- 603: Començament de l'última i major de les Guerres romano-perses. Còsroes II inicia la conquesta de les províncies orientals de l'Imperi Romà d'Orient i la seva integració en l'Imperi Sassànida.
- 627: Victòria de l'emperador Heracli en la batalla de Nínive. El 628, el nou rei persa, Cobades II, demana la pau.
- Dècada de 630: Comença l'expansió de l'islam. L'Imperi Romà perd la major part dels seus dominis i sofreix importants transformacions polítiques i socials. L'Imperi Sassànida desapareix, víctima de l'escomesa dels àrabs.